# 阿沛·晋美
阿沛·晋美（藏語：ང་ཕོད་འཇིགས་མེད་，威利转写：nga phod 'jigs med，藏语拼音：Ngapoi Jigme；1951年—），藏族，西藏拉萨人，原自由亚洲电台藏语部主任。阿沛·阿旺晋美第三子。

## 生平
出生于西藏拉萨。1959年转学至北京中央民族学院附属小学，1964年入读北京四中。1968年，前往内蒙古土默特左旗插队。1972年作为第一批工农兵学员，在内蒙古师范学院外语系就读。毕业后曾任教于拉萨中学、西藏师范学院。1978年后考入中央民族学院藏学研究所，1982年硕士毕业、并留任藏学研究所助理研究员。
1985年出国访问，1987年入读于美国弗吉尼亚大学政府与外交系。1990年，在国际声援西藏运动總部工作。1996年起，阿沛·晋美担任美国自由亚洲电台藏语部主任，一手组建了藏语部。阿沛·晋美对西藏问题的观点，同时有别于中共或流亡政府。
1998年，阿沛·晋美在接受中国旅居法國的異議作家安琪的采访时暗示，达赖已被传统神化。他直言政教合一不是好制度、已不太适合当今世界，西藏的活佛转世制度要改变。他还质疑“西藏人建寺庙的狂热”：“很多人都去当喇嘛、当尼姑，一生积蓄下来的那么一点钱都放到寺庙去了……我特别同情这些人。你用这些积蓄改善生活也好，盖个房子也好，干什么非得交给寺庙？”对于藏族文化遗产的继承，他表示，“如何在继承的过程中不排除现代各个民族的不同文化，既吸收新的东西，又把旧传统里的好坏分清楚，这是藏民族面临的一个非常重大的课题。”
2008年5月15日，流亡議會召开专门会议，讨论自由亚洲电台藏语部的“政治问题”。流亡政府首席噶伦桑东仁波切说：“对自由亚洲电台藏语部的忧虑及不满，由来已久”；有两位议员还暗示，阿沛·晋美是中共间谍。流亡政府对自由亚洲电台藏语部的不满主要有以下六点：
1. 自由亚洲电台藏语部报道“不实”，抹黑达赖；
2. 自由亚洲电台藏语部为敌对教派雄天宗提供发声平台；
3. 自由亚洲电台藏语部节目质疑达赖的“中间路线”；
4. 自由亚洲电台藏语部建议改革达赖的头衔“尊者”（His Holiness）；
5. 自由亚洲电台藏语部无助于流亡藏人的抗争事业；
6. 阿沛·晋美从未访问达兰萨拉、从未以自由亚洲电台藏语部主任身份申请觐见达赖。[3]

流亡藏人作家嘉央诺布称，流亡政府首席噶伦桑东仁波切在任期间曾拒绝接受自由亚洲电台藏语部采访，并指示内阁部长及秘书也拒绝采访，理由为自由亚洲电台藏语部允许反对流亡政府的人表达看法。
2012年10月中旬，流亡藏人中传闻，阿沛·晋美将提前退休。2012年10月19日，得知传闻的自由亚洲电台藏语部员工向阿沛·晋美核实，得知确属实情。晋美表示，这并不是他自己的愿望。当天，45名藏语部员工向自由亚洲电台台长刘仙（Libby Liu）递交联署信，要求阿沛·晋美留任。
2012年11月初，阿沛·晋美突遭自由亚洲电台解雇。此事原只在少数藏人圈子里传开，外界不得而知。2012年11月15日，美国众议院外交事务委员会监督和调查小组委员主席罗拉巴克致信自由亚洲电台台长刘仙（Libby Liu），指出自己有理由相信阿沛·晋美是因政治原因而遭解雇。2012年11月19日，罗拉巴克又发出一封致流亡政府首席噶伦洛桑森格的公开信，信中称：我对你和“藏人其他领导人试图操纵自由亚洲电台的新闻报道表示愤怒（Outrage）”，还称“你和你的同事必须立即停止针对自由亚洲电台藏语部忠诚、努力工作的美籍藏裔工作人员的诋毁性言论和所采取的有害行动。”由于该公开信，阿沛·晋美被解雇事件才被外界广泛知晓。洛桑森格则否认与阿沛·晋美遭解雇事件有任何关系。自由亚洲电台在一份发给美国之音的书面声明中表示，所有管理层决定都基于力争制作出高质量、客观的节目，声明说：“对于阿沛·晋美先生被解职是出于政治原因的猜测绝对不实；另外，关于阿沛·晋美先生被警察或者保安护送离开大楼的报道也是错误的。”
阿沛·晋美被解雇一事引起了不少人士的公开质疑。自由亚洲电台常年顾问莫拉·莫伊尼汉（Maura Moynihan）称此为“丑闻”，藏人作家安乐业称此为“闹剧”。美国藏学家史伯岭（Elliot Sperling）说，“有若干方面断言，流亡政府领导人对RFA施加压力的政治密谋，是阿沛·晋美被解职的主要原因。”
2013年1月，达赖在印度孟果（Mundgod）一次闭门会议中对藏人记者表示，他赞成流亡政府对阿沛·晋美主持自由亚洲电台藏语部的不满，并表示支持自由亚洲电台开除阿沛·晋美。达赖还说，自由亚洲电台台长刘仙对西藏事业的贡献远大于晋美。
2013年1月16日，罗拉巴切就美国政府资助的对外广播中存在的问题，分别致信美国众议院外交委员会和众议院预算委员会的成员。罗拉巴切在信中写道：
去年十月，自由亚洲电台的总裁刘仙，不具足任何理由，轻率地解雇了该台藏语部的主任阿沛·晋美。有证据显示这是在外国影响下作出的决定，这是值得我们警觉的重大原因。我写信要求她对这一不明智的行动给予详细的解释，但是她一再答非所问。广播理事会及其下属机构（电台）里，既没有有效的反间谍及检查录用手续的机制，其体制亦使其不能充分地对美国纳税人负责。RFA因其制度尤其具备演变为一个私人封建领地的危险，我们或许正在目睹这一演变的种种迹象。
2013年3月29日，BBG Watch发表文章称，已获悉丹增詹东（Tenzin Tethong）被选为自由亚洲电台藏语部新任主任。2013年4月2日，流亡美国的藏人作家、在晋美遭解雇前先遭辞退的原自由亚洲电台藏语部记者嘉央诺布（Jamyang Norbu）发表文章证实了该消息。

## 家庭
- 父：阿沛·阿旺晋美（1910年-2009年）